# Ostrava-Mariánské Hory
Ostrava-Mariánské Hory – przystanek kolejowy w Ostrawie w dzielnicy Mariánské Hory, w kraju morawsko-śląskim, w Czechach. Na przystanku zatrzymują się wyłącznie pociągi regionalne, kursujące do Ostrawy, Suchdolu nad Odrou, Prerova, Hranic i Bohumina.

## Historia
Przystanek kolejowy został otwarty w 1913 roku. Posiada dwa perony pozbawione wiat przystankowych oraz kasy biletowej. Na peronie południowym została zamontowana wiata przystankowa. Połączenie między peronami zapewnia przejście pod wiaduktem kolejowym na ulicy Švermova.